# バンザイ! キング・ジュリアン
バンザイ! キング・ジュリアン（All Hail King Julien）は、アメリカのNetflixで配信されているWebアニメ。バンザイ! キング・ジュリアン 亡命編（All Hail King Julien EXILED）についても述べる。

## 概要
ドリームワークスの大ヒット映画マダガスカルシリーズのスピンオフ作品。映画の前日譚となっており、マダガスカルのジャングルに暮らすキングジュリアン達キツネザルの生活を描く。この番組は、2015年・2016年・2018年にデイタイム・エミー賞を獲得している。
日本では吹き替え版としてNetflixで配信されており、2020年8月3日からはディズニー・チャンネルで放送されている。

## キャラクター
＊は映画にも登場しているキャラクター。

### メインキャラクター
キング・ジュリアン＊
声 - 佐藤せつじ、英 - ダニー・ジェイコブス
ワオキツネザル。マダガスカルシリーズ、『ザ・ペンギンズ from マダガスカル』でもおなじみのパーティー好きでダンスが得意な王様。正式名はキング・ジュリアン13世。第一話にて後述のアンクル・ジュリアンから王位を受け次いで王様になってしまい、フォッサの襲撃を防ぐため閑散としていた王国を賑やかにする。新しいもの好きで、気に入れば即座に王国に取り入れようとするが、大抵は失敗に終わっている。かなり常識に欠けている面があり、考えなしに行動したことが原因で周りを困らせてしまう。
前述のザ・ペンギンズとは違い、わがままな面を合わせ持つものの、教訓を得ることが多く、家族思いな面も多く描かれている。
モーリス＊
声 - 田尻浩章、英 - ケビン・マイケル・リチャードソン
アイアイ。ジュリアンのアドバイザー。本作では珍しい常識人だが、彼の助言はなかなか聞き入れてもらえない。ジュリアンの失敗は彼のせいにされることが多い。ジュリアンが王子だった頃からの彼の親友でもある。映画シリーズやザ・ペンギンズに比べてかなり怖がりな性格に描かれている。
アイアイというのはシリーズの中盤で明かされ、それまではキツネザルとして扱われていた。
モート＊
声 - 岡林史泰、英 - アンディ・リクター
グッドマンネズミキツネザル。作中きっての変わり者で、頓珍漢な言動、素っ頓狂な行動がかなり目立つ。特にシリーズを通して毒性のものを食べたり嗅いだりして吐くゲロネタが披露される。モーリスの発言によると、ジュリアンより年上らしい。
キング・ジュリアン、特に彼の足が大好きであり、足に関する芸術作品などを多く制作しているが、気色悪さが先行するため、ジュリアンからは毛嫌いされている。
クローバー
声 - 竹内絢子、英 - インディア・ド・ボーフォート
カンムリキツネザル。ジュリアンのボディーガード。頭脳明晰で凄まじい身体能力を持つ。腹が立つとすぐそこにいる誰かを殴る癖がある。危険や事件が大好きであまりの警戒心の強さにジュリアンから鬱陶しがられることも。その一方でロマンス小説を書いているという一面もある。アンクル・ジュリアンの時からキングの護衛隊長であり、王国の防衛関係についてはかなり精通している。ジュリアンの浅はかな行動に呆れた顔をすることもあるが、彼への忠誠心は底知れず、誰一人として彼に手出しをすることを許さない。彼女が映画シリーズに登場しないことにはとある理由がある。

### キツネザル王国の国民
テッド
声 - 岡林史泰、英 - アンディ・リクター
キンイロジェントルキツネザル。キツネザル王国に住むお調子者で、さまざまな特技を持っている。クローバーがリーダーの「リングテール警備隊」の副隊長も務めているが、あまり活躍はしていない。ドロシー（マングースキツネザル）（声 - 中田沙奈枝、英 - サラ・タイラー）という妻がいるが、少し邪険にしている部分もある。
普段は少し頼りない性格だが、内なる面にワイルドな性格の「スネーク」(声 - 真木駿一)という人格も持ち合わせている。
ウィリー＊
声 - 水野貴雄、英 - ジェフ・ベネット
王国に住むキツネザル。海軍船のビンテージトイレット号の船長。「みんな死んじゃう！」が口癖で、ピンチに陥るたびに叫んでいる。また、そんな役回りが非常に多い。映画の一作目ではほんの一瞬だがセリフありで登場している。
ヘクター
声 - 前田雄、英 - ジェフ・ベネット
シロクロエリマキキツネザル。王国の国民の一人。無愛想で全てが気に食わず、誰のことも信用しない性格。ジュリアンのことも信用していないが、先代のキング達よりは認めている様子。マッチでエッフェル塔を作るのが趣味。
ホースト
声 - 田村健亮、岡林史泰(シーズン1第2話)、英 - ジェフ・ベネット
アオメクロキツネザル。王国の国民の一人。常に片手に飲み物を持っている。メリーアンというメスのフォッサの妻がいたが、彼のいびきが原因で別れた。そのことを未だに引きずっているらしい。王国のDJ担当でもある。
ティモ＊
声 - 下崎紘史、英 - デヴィッド・クラムホルツ
テンレック。神秘の入江に住む科学者。ジュリアンと出会って以降、王国の科学担当だが、しょっちゅう彼から無理難題なオーダーを押し付けられている。映画の一作目ではセリフなしで登場している。
マシクラ＊
声 - 西島麻紘、英 - デブラ・ウィルソン
パンサーカメレオン。代々王国に仕えている霊能力者。アンクル・ジュリアンに王冠を被った者がフォッサに食べられると予言した張本人。ジュリアンには正しいアドバイスをしているが、モーリス同様聞き入れてもらえることはあまりない。映画では記録係として登場している。
ジジ
声 - 津川祝子、英 - ベッツィ・ソダロ
オオハシ。キング・ジュリアンとは馴染みの仲であり、ジャーナリストとして活躍している。テレビ型の箱にて「ジジの時事ニュース」を放映(上演)している。しかし、時にはジュリアンのプロパガンダに加担したりと、ジャーナリストとして逸した部分も多々見られる。また、何かに衝突する場面も多い。
「春休み！」とよく叫んでいる。
パンチョ
声 - 佐藤せつじ、英 - ダニー・ジェイコブズ
カンムリキツネザル。王国に住む凶状持ちのキツネザル。主に窃盗などの犯罪を犯し、何度も服役しているが、懲りずに繰り返している。後述のアンディとは悪友であり、よくコンビを組んでいる。その実はアンクル・ジュリアン耳朶に編成されたスパイ組織の生き残りであり、あるコードによって殺人マシンへと変貌する。ただし自分ではコントロールすることが出来ないため、普段は普通のキツネザルとして生活してる。
アブナ—とベッカ
声 - 濱岡敬祐、中田沙奈枝、英 - ディードリック・ベーダー、サラ・タイラー
王国に暮らす老夫婦。庶民に扮し、バナナのマイクと名乗ったジュリアンが彼らに革命軍を結成するよう促してしまい、それ以降何かとジュリアンの王位を狙ってくる。

### キング・ジュリアンの家族
アンクル・ジュリアン
声 - 矢野正明、英 - ヘンリー・ウィンクラー
ワオキツネザル。正式名はキング・ジュリアン12世。キング・ジュリアンの伯父で、キツネザル王国の前国王。国王の名前は皆ジュリアンであるため、「アンクル・ジュリアン」もしくは「伯父さん（伯父様）」と呼ばれている。
キング・ジュリアンの母方の伯父であり、在位中は恐怖政治を敷いており、スパイなどを編成していたが、第一話にて「王がフォッサに食われる」というお告げを受け、王の地位を押し付ける形でキング・ジュリアンに譲位し逃げ出すも、ジュリアンが健在と知ると舞い戻り、それからたびたび王位を取り戻そうと画策し、シリーズを通してジュリアンの敵役となる。
ジュリアンヌとバーティ
声 - 西宏子、塾一久、英 - アンジェリカ・ヒューストン、ジョン・マイケル・ヒギンズ
キング・ジュリアンの両親。母親のジュリアンヌが王様の血を引いており、アンクル・ジュリアンの妹にあたる。揃ってこじらせた上流階級思想の持ち主であり、庶民を毛嫌いしている。息子であるジュリアンのことでさえまともに記憶しておらず、親としての面でさえ持ち合わせていない。
当初は違う島に住む自分たちへのマンゴーの手当てが途絶えたことへの抗議のために姿を現したが、ジュリアンと再会し、彼のペースに戸惑いつつも、家族としての情を少しだけ取り戻すこととなった。

### 王国外の動物達
セイジ
声 - 河本邦弘、英 - ジェフ・ベネット
インドリ。本名は解読不明な奇声でなされており、改名してセイジ・ムーンダンサーとしている。ヒッピー風の風変わりな詩的表現をよく発言しており、大抵のものは理解できない。クローバーとは微妙な関係。
正体はヤマキツネザル王国の王族だが、国王になることを拒否し、森で生活していた。
クリムゾン
声 - 竹内絢子、英 - インディア・ド・ボーフォート
クローバーの双子の姉妹。クローバーとは色・ほくろを除いて瓜二つであり、他のキツネザルからはよく間違えられている。クローバとは対照的に策略家・色っぽさに長けており、ジュリアンとよい関係にまでなったが、結婚を目前にして断られたことを根に持ち、アンクル・ジュリアンと組んで敵役となる。
アンディ
声 - 濱岡敬祐、英 - ディードリック・ベーダー
コウモリ。自称「正直コウモリのアンディ」。ジジの番組で様々な商品を売り出すセールスマン的存在。自己防衛のためのサソリや、もーとを使ったリラクゼーショングッズなど多岐に及ぶ。しかしうさん臭い商品ばかりであり、さらにはもとよりパンチョと組んで様々な犯罪を犯している。
カール
声 - 藤本たかひろ 、英 - ドワイト・シュルツ
マダガスカルジャコウネコ。本作の悪役。チョンシーというマダガスカルゴキブリの親友がいる。ジュリアンを自ら宿敵とし、度々彼の暗殺を実行するが、毎回失敗している。

## エピソードリスト
| No.       | 邦題                         | 原題                                       |
| シーズン1 | シーズン1                    | シーズン1                                  |
| --------- | ---------------------------- | ------------------------------------------ |
| 1         | キング誕生                   | King Me                                    |
| 2         | 人気者になりたい             | Poll Position                              |
| 3         | ジャコウネコの陰謀           | Enter the Fanaloka                         |
| 4         | キングの替え玉               | Empty is the Head                          |
| 5         | 王の帰還                     | Return of the Uncle King                   |
| 6         | 食べて、奪って、損をして     | Eat, Prey, Shove                           |
| 7         | 彼はサイエンス               | He Blinded Me with Science                 |
| 8         | ビバ！モート                 | Viva Mort                                  |
| 9         | 大きな大きな嘘               | The Really Really Big Lie                  |
| 10        | おかわり!                    | One More Cup                               |
| シーズン2 |                              |                                            |
| 11        | マイ・フェア・フォッサ       | My Fair Foosa                              |
| 12        | オムツはニュー・ブラック     | Diapers Are the New Black                  |
| 13        | ジュリアンの恋               | Crimson and Clover                         |
| 14        | パイナップルの力             | Pineapple of My Eye                        |
| 15        | お金とゲームと王様と         | Gimme Gimme Gimme: The Game                |
| 16        | 替え玉                       | Body Double                                |
| 17        | 人気投票                     | Election                                   |
| 18        | パパ・ジュリアン             | Daddy Julien                               |
| 19        | 昔の親友                     | That's Sooo Rob                            |
| 20        | 鉄パンの男                   | The Man in the Iron Booty                  |
| 21        | サルの惑星                   | Monkey Planet                              |
| 22        | コンビ解消!?                 | True Bromance                              |
| 23        | 伝説のキング                 | The King Who Would Be King                 |
| 24        | 神の正体                     | Are You There, Frank? It's Me, King Julien |
| 25        | クラブの怪人                 | The Phantom of Club Moist                  |
| 26        | キング・ジュリアンの最後     | King Juli-END?                             |
| シーズン3 |                              |                                            |
| 27        | おお、船長!わが船長よ!       | O Captain My Captain                       |
| 28        | おお、船長!わが船長よ!       | O Captain My Captain                       |
| 29        | ダンスで決まり               | Dance, Dance, Resolution                   |
| 30        | オー・ブラザー!              | Oh Brother Where Aren't Thou?              |
| 31        | 究極のクイズショー           | Love Gauntlet                              |
| 32        | ジャングルオリンピック       | Jungle Games                               |
| 33        | 未知とモートのそうぐう       | Close Encounters of the Mort Kind          |
| 34        | バタフライ効果               | The Butterfly War                          |
| 35        | ファストフードが食いつくす!  | Fast Food Lemur Nation                     |
| 36        | うちから出ていけ             | Get Off My Lawn                            |
| 37        | プロムでのしかえし           | Revenge of the Prom                        |
| 38        | アイ・オブ・ザ・クローバー   | Eye of the Clover                          |
| 39        | 国境のかべ                   | Run for the Border                         |
| シーズン4 |                              |                                            |
| 40        | キング・ジュリアン・ショー   | The All Hail King Julien Show              |
| 41        | クローバーは永遠に           | The Neverending Clover                     |
| 42        | アートなモート               | Who Arted?                                 |
| 43        | マダガスカルがしずむ前に     | That Sinking Feeling                       |
| 44        | ジャングルのおんどり         | The Jungle Rooster                         |
| 45        | 完ぺきすぎたマナー           | The Good Book                              |
| 46        | 王様とミセス・モート         | The King and Mrs. Mort                     |
| 47        | スター・ジュリアン誕生       | King Julien Superstar!                     |
| 48        | かげなきパンチョ             | The Panchurian Candidate                   |
| 49        | カーンのぎゃくしゅう         | The Wrath of Morticus Khan                 |
| 50        | のっぽのコト                 | Koto, Plain and Tall                       |
| 51        | モーリスの正体               | I, Maurice                                 |
| 52        | うばわれた王国               | Un-King Me                                 |
| シーズン5 |                              |                                            |
| 53        | バージョン2の始まり          | Julien 2.0                                 |
| 54        | きたない水はどこへ?          | Spin Cycle                                 |
| 55        | 夜のモンスター               | Night Creatures                            |
| 56        | 決め手はなみだ               | Tears in the Drain"                        |
| 57        | 理想のチーム                 | Squad Goals                                |
| 58        | おかわり！パート2            | One More Cup, Part 2                       |
| 59        | マンゴーのばくはつ           | There Will Be Juice                        |
| 60        | マダガスカルの暴力教室       | Blackboard Jungle                          |
| 61        | コバエがいっぱい             | Lord of the Fruit Flies                    |
| 62        | カールマゲドン               | Karl-Mageddon                              |
| 63        | ジュリアンが見ているぞ       | King Julien is Watching You                |
| 64        | もうすぐ終わり?              | The End is Near                            |
| 65        | これで終わり                 | The End is Here                            |
| 亡命編    |                              |                                            |
| 1         | 海底でのもめごと             | The Strife Aquatic                         |
| 2         | タカのたまごを追って         | The Most Eggcellent Adventure              |
| 3         | 鉄人テッド                   | Iron Ted Weekend                           |
| 4         | モートの戦場にかける橋       | Bridge on the River Mort                   |
| 5         | レイダース・失われたシャーク | Raiders of the Lord Shark                  |
| 6         | 飛行船に乗って               | Bad-Year Blimp                             |
| 7         | カルト・フィクション         | Cult Fiction                               |
| 8         | フォッサの船                 | Fauxsa Unchained                           |
| 9         | おれはファルカスだ!          | I Am Fartacus                              |
| 10        | 選ばれし者                   | For Whom the Bell Gods Toll                |
| 11        | 飛んで火にいる夏の虫         | Out of the Foosa Pen and into the Fire     |
| 12        | 決戦の始まり                 | The Day After Yesterday                    |
| 13        | 決戦の終わり                 | The Day Before Tomorrow                    |

## 主題歌
- 「Who Da King」

歌唱担当 - Blaze N Vill

## スタッフ
- エグゼクティブ・プロデューサー - ミッチ・ワトソン、ブレット・ハーランド
- 製作 - ドリームワークス・アニメーション

### 吹き替え版スタッフ
| 翻訳     | 子安則子 見上友里子 三井亜佐子 徳山とよみ 小尾恵理（シーズン2以降） 赤坂純子（亡命編のみ） |
| 演出     | 飯村靖雄                                                                                   |
| 音楽演出 | 亀川浩未 村田晋治（シーズン5のみ）                                                         |
| 制作     | ブロードメディア・スタジオ                                                                 |